# 대한민국 민사소송법 제415조
대한민국 민사소송법 제415조는 항소를 받아들이는 범위에 대한 민사소송법조문이다.

## 조문
제415조(항소를 받아들이는 범위) 제1심 판결은 그 불복의 한도안에서 바꿀 수 있다. 다만, 상계에 관한 주장을 인정한 때에는 그러하지 아니하다.